# Podarcis
A Podarcis a hüllők (Reptilia) osztályának pikkelyes hüllők (Squamata) rendjébe, ezen belül a nyakörvösgyíkfélék (Lacertidae) családjába tartozó nem.

## Tudnivalók
A Podarcis-fajok nagyok hasonlítanak a Lacerta-fajokra; a különbséget a belső testfelépítés képezi. Általában „faligyíkoknak” nevezzük e nembéli állatokat. Ezek a gyíkok Európában és Észak-Afrikában honosak, és legtöbbjük élőhelye a földközi-tengeri térségre korlátozódott. Két fajt, a római gyíkot (Podarcis siculus) és a fali gyíkot (Podarcis muralis) betelepítették Észak-Amerikába.

## Rendszerezés
A nembe az alábbi 23 faj tartozik:
- ibériai faligyík (Podarcis bocagei) (Seoane, 1885)
- Podarcis carbonelli Pérez-Mellado, 1981
- Podarcis cretensis (Wettstein, 1952)
- égei-tengeri faligyík (Podarcis erhardii) (Bedriaga, 1882)
- máltai faligyík (Podarcis filfolensis) (Bedriaga, 1876)
- szkíroszi faligyík (Podarcis gaigeae) (F. Werner, 1930)
- Podarcis guadarramae
- spanyol faligyík (Podarcis hispanicus) Steindachner, 1870
- Podarcis levendis Lymberakis et al., 2008
- baleári faligyík (Podarcis lilfordi) (Günther, 1874)
- Podarcis liolepis (Boulenger, 1905)
- fiumei faligyík (Podarcis melisellensis) (Braun, 1877)
- miloszi faligyík (Podarcis milensis) Bedriaga, 1882
- fali gyík (Podarcis muralis) (Laurenti, 1768) - típusfaj
- peloponnészoszi faligyík (Podarcis peloponnesiacus) (Bibron & Bory, 1833)
- Pityusen faligyík (Podarcis pityusensis) (Boscá, 1883)
- Podarcis raffonei (Mertens, 1952)
- római gyík (Podarcis siculus) (Rafinesque, 1810)
- homoki gyík (Podarcis tauricus) (Pallas, 1814)
- tirrén faligyík (Podarcis tiliguerta) (J. F. Gmelin, 1789)
- Podarcis vaucheri (Boulenger, 1905)
- Podarcis virescens Geniez et al., 2014
- szicíliai fali gyík (Podarcis waglerianus) Gistel, 1868

### Fordítás
- Ez a szócikk részben vagy egészben  a   Podarcis című angol Wikipédia-szócikk ezen változatának fordításán alapul.  Az eredeti cikk szerkesztőit annak laptörténete sorolja fel. Ez a jelzés csupán a megfogalmazás eredetét és a szerzői jogokat jelzi, nem szolgál a cikkben szereplő információk forrásmegjelöléseként.